# Platypalpus perspiquus
Platypalpus perspiquus är en tvåvingeart som först beskrevs av Collin 1960.  Platypalpus perspiquus ingår i släktet Platypalpus och familjen puckeldansflugor. Inga underarter finns listade i Catalogue of Life.